# Collio Goriziano Chardonnay
Le Collio Goriziano Chardonnay (ou Collio Chardonnay) est un vin blanc italien de la région Frioul-Vénétie Julienne doté d'une appellation DOC depuis le 3 novembre 1989. Seuls ont droit à la DOC les vins récoltés à l'intérieur de l'aire de production définie par le décret. Les vignobles autorisés se situent dans la province de Gorizia dans les communes et hameaux de Brazzano, Capriva del Friuli, Cormons - Plessiva, Dolegna del Collio, Farra d'Isonzo, Lucinico, Mossa, Oslavia, Ruttars et San Floriano del Collio.
Le Collio Goriziano Chardonnay répond à un cahier des charges moins exigeant que le Collio Goriziano Chardonnay riserva, essentiellement en relation avec le vieillissement.

## Caractéristiques organoleptiques
- Couleur : jaune paille
- Odeur : délicat, caractéristique
- Saveur : sec, plein, harmonique

Le Collio Goriziano Chardonnay se déguste à une température comprise entre 9 et 11 °C. Il se garde de 1 à 3 ans.

## Production
Province, saison, volume en hectolitres
- Gorizia (1990-1991) : 2957,26
- Gorizia (1991-1992) : 3115,07
- Gorizia (1992-1993) : 5162,02
- Gorizia (1993-1994) : 5422,63
- Gorizia (1994-1995) : 4707,13
- Gorizia (1995-1996) : 4497,19
- Gorizia (1996-1997) : 5571,35